# Dan McTeague
Daniel (Dan) McTeague (né le 16 octobre 1962 à Winnipeg, Manitoba) est un homme politique canadien.

## Biographie
Il devint député à la Chambre des communes du Canada en représentant la circonscription ontarienne de Pickering—Scarborough-Est sous la bannière du Parti libéral du Canada en 1993. Réélu en 1997, 2000, 2004, 2006 et en 2008, il fut défait par le conservateur Corneliu Chisu en 2011.